# 杜比夫卡 (特諾皮爾州)
48°55′47″N 26°7′19″E / 48.92972°N 26.12194°E
杜比夫卡（羅馬化：Dubivka）是烏克蘭的村落，位於該國西部捷爾諾波爾州，由喬爾特基夫區負責管轄，面積0.41平方公里，海拔高度290米，2001年人口98，人口密度每平方公里239.6人。